# Nicolò Molteni
Nicolò Molteni (Cabiate, 27 luglio 1998) è uno sciatore alpino italiano.

## Biografia
Specialista delle prove veloci attivo dall'ottobre del 2014, Molteni ha esordito in Coppa Europa il 16 gennaio 2017 a Kitzbühel in discesa libera (50º) e in Coppa del Mondo il 2 dicembre 2021 a Beaver Creek in supergigante (45º); il 14 gennaio 2022 ha conquistato a Tarvisio in discesa libera il primo podio in Coppa Europa (2º) e il 6 gennaio 2023 la prima vittoria nel circuito, a Wengen in supergigante. Non ha preso parte a rassegne olimpiche o iridate.

## Palmarès

### Coppa del Mondo
- Miglior piazzamento in classifica generale: 101º nel 2025

### Coppa Europa
- Miglior piazzamento in classifica generale: 11º nel 2024
- 9 podi:
  - 3 vittorie
  - 4 secondi posti
  - 2 terzi posti

#### Coppa Europa - vittorie
| Data            | Località  | Paese    | Specialità |
| --------------- | --------- | -------- | ---------- |
| 6 gennaio 2023  | Wengen    | Svizzera | SG         |
| 26 gennaio 2024 | Tarvisio  | Italia   | DH         |
| 22 marzo 2024   | Kvitfjell | Norvegia | SG         |

Legenda:

DH = discesa libera

SG = supergigante

### Campionati italiani
- 2 medaglie:
  - 2 argenti (discesa libera nel 2024; supergigante nel 2025)